# Kelečyn
Kelečyn, česky také Kelečín, ukrajinsky Келечин, maďarsky Kelecsény, je obec v Pylypecké venkovské komunitě (ukrajinsky: Пилипецька сільська громада). Leží v okrese Chust Zakarpatské oblasti Ukrajiny. V roce 2001 zde žilo 675 obyvatel.
Jižně od obce se nacházejí hydrologické přírodní památky – Pramen č. 226 „Kelečynský kvas“ a Pramen č. 329.

## Historie
Do uzavření Trianonské smlouvy byla obec součástí Uherska, poté byla součástí první československé republiky. V roce 1924 zde stálo 160 domů a žilo zde 778 obyvatel, z toho bylo 6 Čechů a Slováků, 714 Rusínů a 61 Židů. Od roku 1945 byla obec součástí Ukrajinské sovětské socialistické republiky, která byla součástí SSSR. Od roku 1991 je obec součástí nezávislé Ukrajiny.
V roce 2006 byl v obci postaven pomník Augustina Vološina..

## Osobnosti
- Michal Bezega (1917-1974), výsadkář československé zahraniční armády
- Augustin Vološin (1874-1945), kněz řeckokatolické církve, učitel, československý politik, prezident Karpatské Ukrajiny

## Externí odkazy

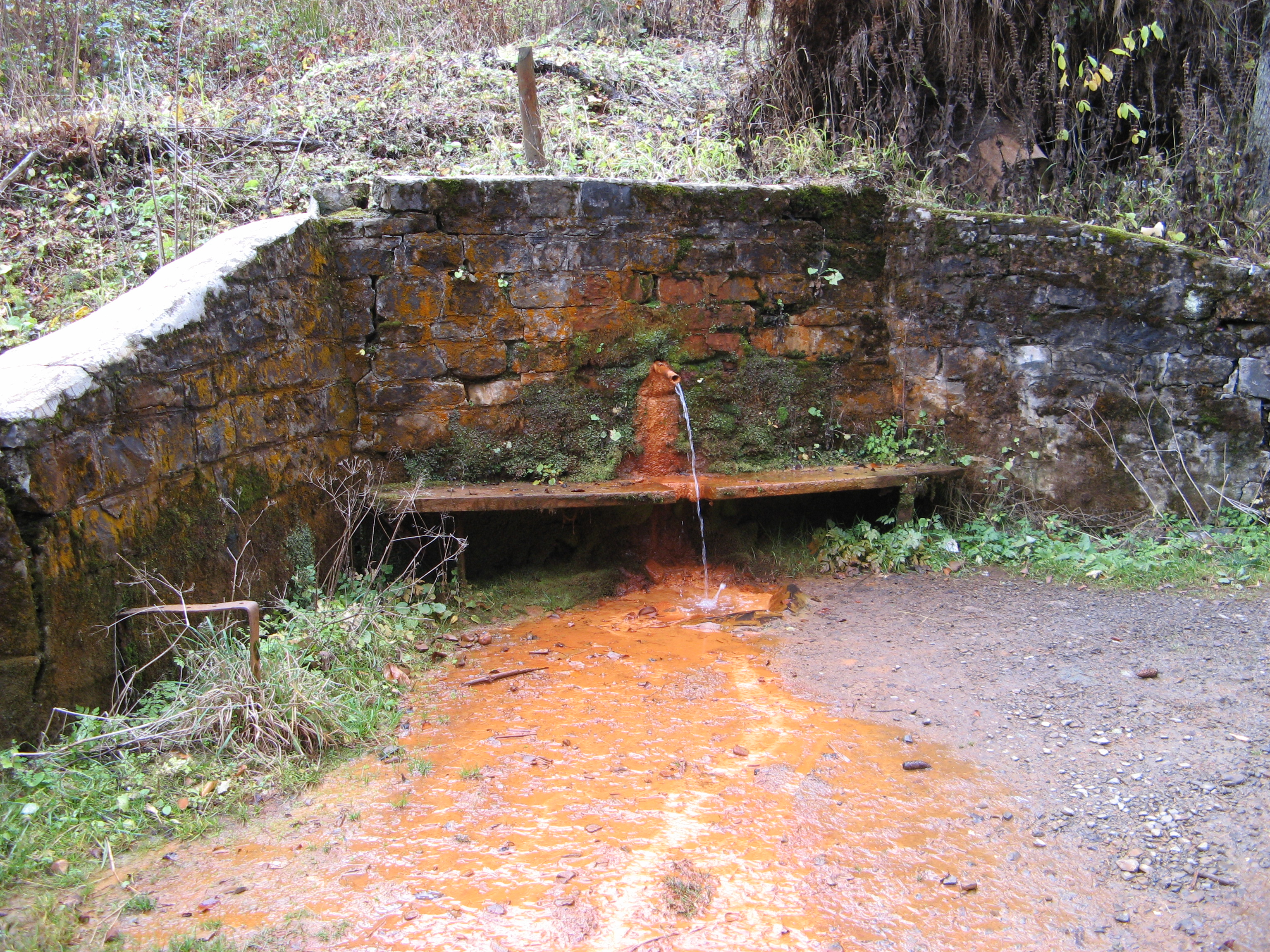
Pramen č. 329